# Ibrahim Ghanim
Ibrahim Ghanim (arab. إبراهيم غنيم; ur. 17 kwietnia 1995) – egipski, a od 2020 roku francuski zapaśnik walczący w stylu klasycznym. Złoty medalista mistrzostw świata w 2023 i srebrny w 2024; piąty w 2022. 
Mistrz Afryki w 2017 i arabski w 2014. Mistrz Europy w 2025 i drugi w 2025. Jedenasty na igrzyskach śródziemnomorskich w 2022. Dziewiąty w indywidualnym Pucharze Świata w 2020. Brązowy medalista igrzysk wojskowych w 2015. Trzeci na MŚ juniorów w 2014 roku.